# Vernet (eau)
Pour les articles homonymes, voir Vernet.
Vernet est une marque d'eau minérale naturelle gazeuse dont la source se trouve en Ardèche, dans la commune de Prades.

## Historique
Créée le 31 mars 1874, l’eau minérale gazeuse du Vernet provient d’une source située au cœur du parc naturel régional des Monts d'Ardèche (L’eau Vernet est l’une des trois eaux avec la Reine des Basaltes et la Ventadour à être labellisée par le parc naturel régional des Monts d’Ardèche).

## Composition[2]
Cette eau est déferrisée et regazéifiée  avec son propre gaz.
| Éléments             | Proportion en mg/l |
| -------------------- | ------------------ |
| Calcium (Ca2+)       | 32                 |
| Magnésium (Mg2+)     | 17                 |
| Sodium (Na+)         | 129                |
| Potassium (K+)       | 22                 |
| Sulfates (SO42-)     | 7,9                |
| Bicarbonates (HCO3-) | 538                |
| Chlorures            | 5, 2               |
| Fluor                | 1.3                |
| Nitrate              | <1                 |